# NATO Energy Security Centre of Excellence
Das NATO Energy Security Centre of Excellence (NATO ENSEC COE) ist eines der Centre of Excellence der NATO mit Sitz in der litauischen Hauptstadt Vilnius, im Stadtteil Antakalnis.
Das Zentrum setzt sich aus militärischen und zivilen Personal der NATO und Partnerstaaten zusammen. Ein Lenkungsausschuss steuert die Vorhaben des Zentrums durch ein jährliches Arbeitsprogramm, das mit dem NATO Allied Command Transformation (ACT) abgestimmt wird. Der größte Beitrag für das Zentrum übernimmt Litauen als Rahmennation, das die Positionen eines Direktors, derzeit Oberst Darius Užkuraitis, Fach- und Verwaltungspersonal stellt. Die Patennationen stellen ein bis zwei Vertreter und besetzen die Posten des stellvertretenden Direktors, derzeit Oberst Thierry Segard von den Französischen Streitkräften, die Abteilungsleiter und das Fachpersonal.

## Auftrag
Der Auftrag des Zentrums ist, die strategischen Kommandos der NATO, andere NATO-Gremien, Staaten, Partner und andere zivile und militärische Einrichtungen der NATO zu unterstützen, indem es kurz-, mittel- und langfristig den Prozess der Fähigkeitsentwicklung, die Wirksamkeit der Missionen und die Interoperabilität der NATO durch die Bereitstellung umfassender und zeitnaher Fachkenntnisse zu allen Aspekten der Energiesicherheit fördert.

## Geschichte
Das Zentrum wurde am 10. Juli 2012 gegründet. Es erhielt die Akkreditierung durch die NATO am 12. Oktober 2012.